# Suchovo
Suchovo (bulgariska: Сухово) är en ort i Bulgarien.   Den ligger i kommunen Obsjtina Ardino och regionen Kărdzjali, i den södra delen av landet, 200 km sydost om huvudstaden Sofia. Antalet invånare är 131.